# 飯高神社
飯高神社は、千葉県匝瑳市飯高にある神社で、祭神は天御中主命（アメノミナカヌシミコト）。主要建物は本殿銅板板葺神明造9坪、拝殿瓦葺入母屋造20坪。境内坪数649坪。拝殿天井には133枚の草花絵が飾られ、拝殿から本殿を囲むように二十四孝の彫刻が施された玉垣が巡らされている。

## 由緒・沿革
社伝によると「天慶年間平良文の祀る所の六妙見の一つ。後に子孫千葉常重が新築する。あるいは飯高城主平山常時形部少輔の祖新藤太入道継空が千葉妙見に参籠し、一像をこの地に感得す。その時霊亀白蛇の瑞があり、この地を亀田蛇ケ洞と名付け、妙見山妙福寺を建てた。」とある。
平良文は平将門の叔父にあたり、承平天慶の乱では将門と共に戦ったとも、乱鎮圧のため朝廷より命を受け敵対したとも伝えられている。乱の際絶体絶命の危機になり自害の場を探していた時、妙見菩薩の声に導かれるまま辿り着いたのがこの地。その後妙見菩薩の加護を受けた平良文は出世し、その子孫千葉氏、更にその一族飯高氏へと受け継がれた。現在神社がある昌山（さかりやま）という小山は、戦国時代には飯高城（現・飯高寺）の出城の一つ飯高砦と考えられている。
明治維新の際、妙見像を妙見寺に移し、さらに天御中主命を祀り社号を飯高神社と改め村社に列す。
18世紀後半の下総地方における神社彫刻の典型例として、本殿は千葉県指定有形文化財、天井絵が描かれている拝殿及び
神社周囲の二十四孝の彫刻が施された玉垣は匝瑳市指定文化財である。二十四孝の彫刻が施された玉垣は、千葉県内では当神社と成田山新勝寺、そして八千代市飯綱神社にも確認されている（玉垣彫刻は宝暦七年（1757年）彫物棟梁 前林善右衛門による）。

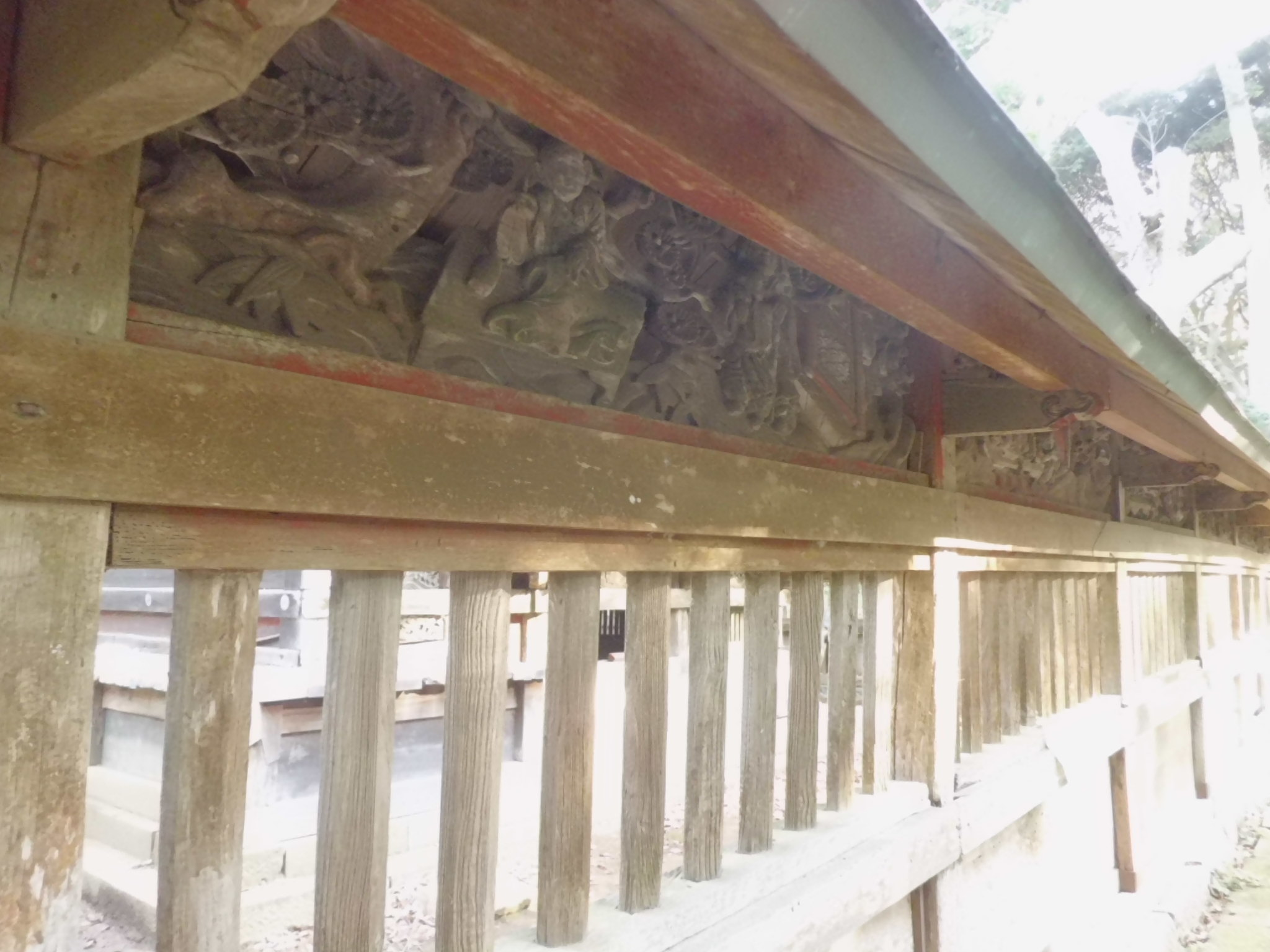
飯高神社玉垣

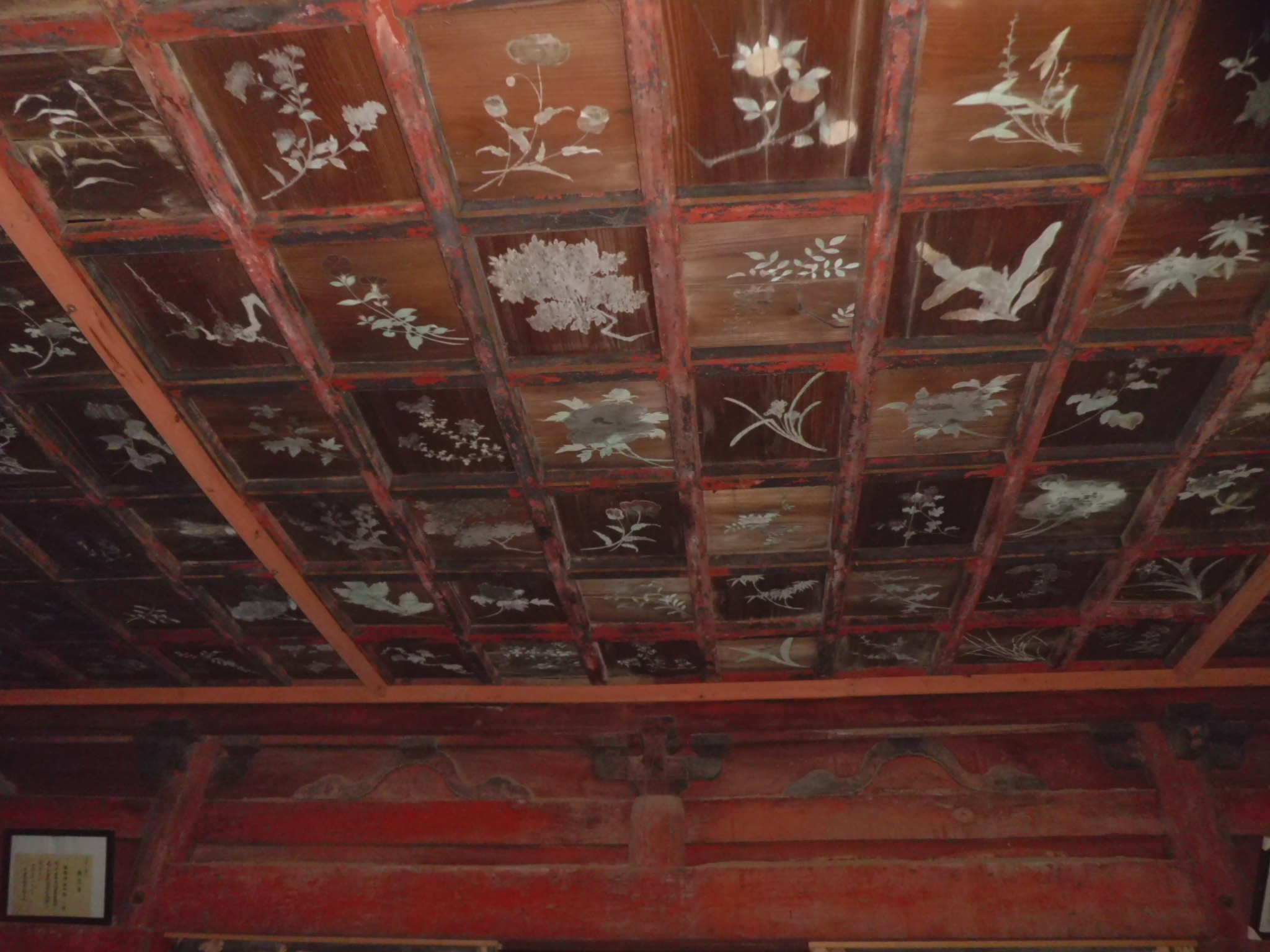
飯高神社拝殿天井絵

## 築歴
- 天慶元年（938年） 創建（平良文）
- 延慶三年（1310年）妙福寺・妙見堂が建つ（飯高寺境内 新藤太入道継空）
- 寛永四年（1627年）妙見堂を昌山へ移す（妙福寺と飯高寺の争いによる）
- 延享四年（1747年）に改築
- 大正四年（1915年）本殿を修繕

## 現状
拝殿は痛みがひどくつっかえ棒により倒壊を防いでいる。再建修理するにあたり行政からの支援は50％で、残りは氏子などで賄わなければならないが氏子数の減少の為、再建は非常に厳しい状況である。

## アクセス
- 道路（飯高壇林南駐車場）
  - 千葉県道16号佐原八日市場線 佐原市街から約30分、匝瑳市街から約10分
  - 千葉県道74号多古笹本線 飯高交差点を匝瑳市街方面へ約1分
  - 東総広域農道 県道16号佐原八日市場線との交差点を佐原方面へ約1分
- 鉄道
  - 最寄り駅 JR東日本総武本線八日市場駅